# Chinguetti
Chinguetti (arabisk شنقيط) er en by i det vestlige i Mauretanien.
Byen ligger på Adrarplateauet øst for Atar. Den blev grundlagt i 1200-tallet, i form af en ksar, og var tidligere en samlingsplads for karavaner som krydsede Sahara i Trans-Sahara-handelen, og også for pilgrimme på vej til Mekka. Byen er fortsat et vigtigt religiøst center. Vigtige bygninger i byen er moskéen, et fort bygget af Fremmedlegionen og et højt vandtårn.
Byen har et adskillige biblioteker med gamle manuskripter på gazelle- og gedeskind. De fleste bøger er islamske hellige tekster og kommentarer, men der findes også bøger om litteratur og videnskab. Byen omtales nogle gange som en af islams helligste byer.
Byen kom i 1996 på UNESCOs verdensarvliste, sammen med byerne Ouadane, Tichitt og Oualata, som alle har tilsvarende ksar-byanlæg. En ksar (flertal ksour) er et landsby- eller bysamfund bestående af sammenbyggede murede huse. Sådanne byanlæg er almindelige i dele af Nordafrika, særlig syd for Atlasbjergene. UNESCO lagde vægt på byernes velbevarede middelalder-byplan, på deres rolle for karavanefarten og nomadekulturen i Sahara, og deres rolle som centre for islamisk kultur og lærdom.
Mauretaniens første offshore oliefelt blev opdaget i 2001, og har fået navn efter denne by.

## Eksterne kilder og henvisninger
- Billeder

- Wikimedia Commons har flere filer relateret til Chinguetti